# تجمع ضيعمان (المحفد)

تعديل مصدري - تعديل

تجمع ضيعمان هو "تجمع بدوي" في  عزلة المحفد بمديرية المحفد التابعة لمحافظة أبين، بلغ تعداد سكانها 43 نسمة حسب تعداد اليمن لعام 2004.